# Censor (pel·lícula de 2021)
Censor és una pel·lícula britànica de terror psicològic del 2021 dirigida per Prano Bailey-Bond. Va ser produït a partir d'un guió de Bailey-Bond i Anthony Fletcher. La pel·lícula és protagonitzada per Niamh Algar, Nicholas Burns, Vincent Franklin, Sophia La Porta, Adrian Schiller a la seva última aparició al cinema i Michael Smiley.
Censor es va estrenar al Festival de Cinema de Sundance el 28 de gener de 2021. Va rebre el Méliès d'Or a la millor pel·lícula fantàstica europea.

## Argument
El 1985, Enid Baines treballa pel British Board of Film Classification durant l'apogeu de la polèmica Video nasty. Els companys de feina de l'Enid l'anomenen "Little Miss Perfect" a causa de la seva insistència perquè el contingut violent es talli o es prohibeixi. Mentre l'Enid sopa amb els seus pares, parlen de la germana d'Enid, Nina, que va desaparèixer quan ambdues eren petites. Des de llavors, els pares de l'Enid han declarat Nina legalment morta, però l'Enid creu que encara és viva.
Poc després que un home assassinés la seva dona i els seus fills, un diari tabloide enllaça els assassinats amb una pel·lícula que Enid havia valorat uns mesos abans, nomenant-la com la censora que la va aprovar. L'Enid comença a rebre trucades telefòniques amenaçadores i insultants de manera regular. Un dia s'acosta a Enid Doug Smart, un productor de cinema que afirma que el veterà director de terror Frederick North li ha demanat personalment que projecti una de les seves antigues pel·lícules, Don't Go in the Church. Mentre la mira, l'Enid s'adona que la pel·lícula representa esdeveniments que evocan els seus records de la desaparició de Nina.
Investigant més en North adquirint una còpia d'una de les seves pel·lícules prohibides, Enid s'adona que la protagonista de la pel·lícula, Alice Lee, s'assembla a la seva germana desapareguda. L'Enid aviat s'obsessiona amb conèixer North, creient que la Lee és la seva germana desapareguda que ha de ser salvada de la indústria del cinema d'explotació. Quan l'Enid visita a Smart, amb l'esperança de saber on és North, li diu que North està fent una seqüela de Don't Go in the Church prop de casa seva, mentre la fa beure alcohol i s'acosta físicament a ella, fent que Enid s'incomodi. Enid rebutja Smart que s'enfada i es torna agressiu; L'Enid el fa enrere i s'ensopega i accidentalment s'empala brutalment en un premi de pel·lícula. Smart mor mentre l'Enid mira commocionada, agraint-li la beguda abans de marxar.
Després de robar l'adreça de North del seu treball, l'Enid troba el plató de l'última pel·lícula de North, on ell i la tripulació la contracten per ser actriu. Cada cop més confusa la fantasia i la realitat, l'Enid mata amb una destral un actor anomenat Charles, pensant que anava a fer mal a la seva "germana". Aleshores decapita North. Una Alice aterrida nega que sigui la germana de l'Enid i fuig d'Enid mentre demana a l'Alice que "si us plau sigui ella" abans d'endinsar-se al bosc. A la mà de l'Enid apareix un comandament a distància i prem un botó.
Enid es desperta per una visió aparentment feliç de la seva germana, agraint a l'Enid per trobar-la. La Nina i l'Enid surten del bosc i condueixen a casa dels seus pares. Durant el trajecte, la ràdio del cotxe anuncia que s'han prohibit totes les pel·lícules violentes, que s'ha erradicat el crim i que l'atur ja no existeix. La fantasia de l'Enid s'interromp esporàdicament, revelant que ha segrestat l'Alice, que demana ajuda als pares de l'Enid mentre l'Enid somriu. A continuació, la càmera surt d'una pantalla de televisió i una cinta VHS amb el títol Censor surt d'una videograbadora.

## Repartiment
- Niamh Algar com a Enid Baines
- Nicholas Burns com a Sanderson
- Vincent Franklin com a Fraser
- Sophia La Porta com Alice Lee / "Nina Baines"
- Adrian Schiller com a Frederick North
- Michael Smiley com Doug Smart
- Clare Holman com a juny
- Andrew Havill com a George
- Felicity Montagu com a Valerie
- Danny Lee Wynter com a Perkins
- Clare Perkins com a Anne
- Guillaume Delaunay com a Beastman / Charles
- Richard Glover com a Gerald
- Erin Shanagher com a Debbie
- Matthew Early com a Gordon
- Richard Renton com a Frank
- Beau Gadsdon com a Young Enid
- Amelie Child-Villiers com la jove Nina

## Producció
El rodatge va tenir lloc principalment a Leeds i Bradford a West Yorkshire, Anglaterra. El set de la botiga 'Gerald's Videos' es va crear a Pudsey. La pel·lícula es va rodar principalment en pel·lícula de 35 mm, amb algunes imatges de Super8 i VHS.

## Estrena
La pel·lícula es va estrenar al Festival de Cinema de Sundance el 28 de gener de 2021 a la secció Midnight. El 23 de febrer de 2021, Magnolia Pictures va adquirir els drets de distribució nord-americans de la pel·lícula, amb la intenció d'estrenar-la a través de la seva marca Magnet Releasing als cinemes dels Estats Units l'11 de juny de 2021. Va ser llançat al Regne Unit i Irlanda el 20 d'agost de 2021 mitjançant Vertigo Releasing. A més, Metro-Goldwyn-Mayer és propietari dels drets de mitjans domèstics i de televisió internacionals de la pel·lícula arreu del món, especialment als llançaments de Blu-ray on es mostra el logotip de MGM de 2021 al principi i al final d'aquesta pel·lícula.

### Recepció crítica
A Rotten Tomatoes, la pel·lícula té una puntuació d'aprovació del 89% basada en les ressenyes de 149 crítics, amb una valoració mitjana de 7,30/10. El consens dels crítics del lloc web diu: "De tant en tant desigual però atrevida i visceralment eficaç, Censor marca un pas endavant sagnant per a l'horror britànic". Metacritic, que utilitza una mitjana ponderada, va assignar a la pel·lícula una puntuació de 69 sobre 100, basada en 26 crítics, indicant crítiques "generalment favorables". Escrivint per a RogerEbert.com, Simon Abrams va concloure que "Censor és, en [un] sentit, un èxit, encara que només sigui perquè t'enrotlla i et deixa desitjant molt més d'on prové." Mark Kermode de The Observer va puntuar la pel·lícula amb cinc de cinc estrelles. Peter Bradshaw de The Guardian va descriure la pel·lícula com a un "debut molt elegant i inquietant" i va puntuar la pel·lícula amb quatre estrelles de cinc. Kevin Maher de The Times va anomenar la pel·lícula un "terror a mig fer" que és "tot el context i sense contingut" i li va atorgar dues estrelles de cinc.